# Christian Ludwig al II-lea, Duce de Mecklenburg-Schwerin

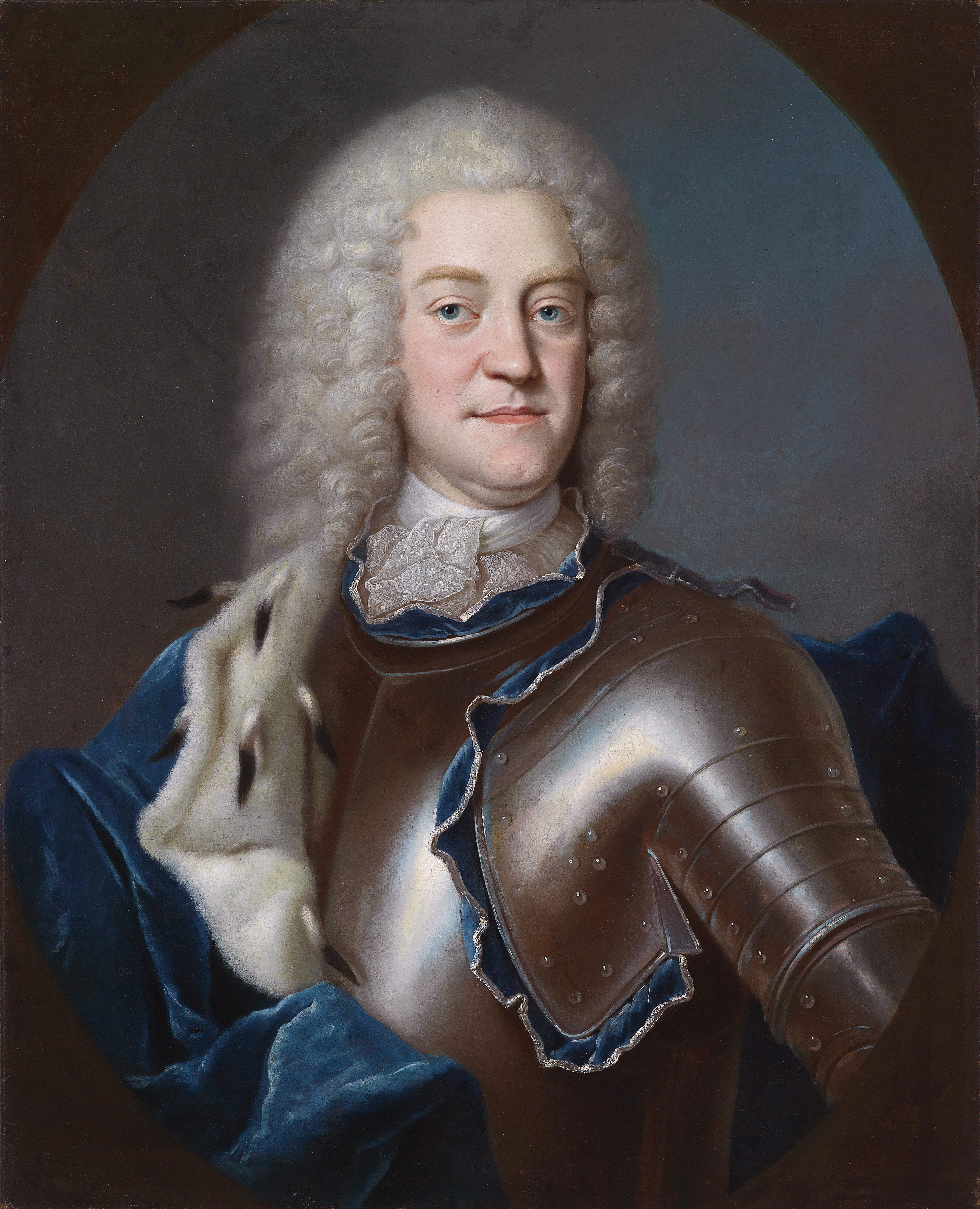
Christian Ludwig al II-lea, Duce de Mecklenburg-Schwerin

Christian Ludwig al II-lea de Mecklenburg (15 mai 1683 – 30 mai 1756) a fost Duce de Mecklenburg-Schwerin din 1747 până în 1756.
El a fost fiul lui Frederick, Duce de Mecklenburg-Grabow și a Christine Wilhelmine, prințesă de Hesse-Homburg. În 1714 el s-a căsătorit cu Gustave Caroline de Mecklenburg-Strelitz și a avut cinci copii:

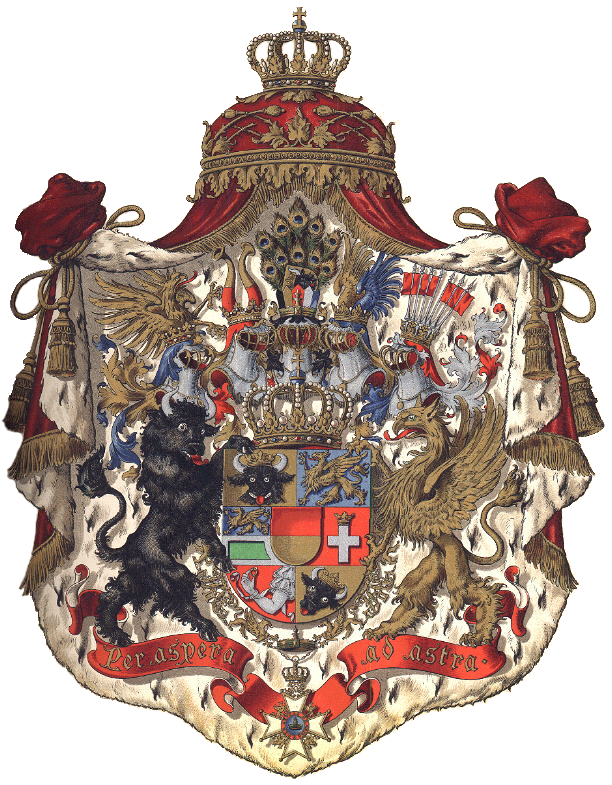
Blazonul Mecklenburg-Schwerin.

- Frederick al II-lea, Duce de Mecklenburg-Schwerin (1717-1785); s-a căsătorit cu Ducesa Louise Frederica de Württemberg (1722-1791)
- Ulrike Sofie (1723-1813)
- Louis (1725-1778);  s-a căsătorit cu Charlotte Sophie de Saxa-Coburg-Saalfeld (1731-1810). Ei au fost părinții lui Friedrich Franz I, Mare Duce de Mecklenburg-Schwerin.
- Luise (1730)
- Amalie (1732-1775)